# Józef Kuropieska
Józef Kuropieska (ur. 25 maja 1904 w Jedlni, zm. 31 sierpnia 1998 w Warszawie) – polski wojskowy, pisarz oraz polityk. Generał broni Sił Zbrojnych Polskiej Rzeczypospolitej Ludowej, dowódca Warszawskiego Okręgu Wojskowego (1956–1964), komendant Akademii Sztabu Generalnego (1964–1968), poseł na Sejm PRL II i III kadencji (1957–1965).

## Życiorys
Syn Stanisława i Józefy z domu Cybula. Ukończył szkołę powszechną w rodzinnej wsi. Po zmianie zamieszkania rodziców kontynuował naukę w Radomiu w seminarium nauczycielskim, które ukończył bez zdania egzaminu maturalnego.

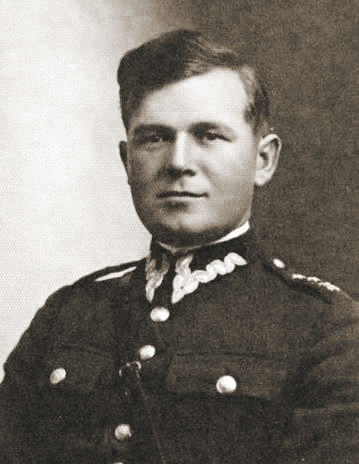
Józef Kuropieska w stopniu porucznika

### Kariera wojskowa
Podczas wojny polsko-bolszewickiej zgłosił się jako ochotnik do Wojska Polskiego. W 1923 wstąpił do Oficerskiej Szkoły Piechoty w Warszawie. Jako podchorąży uczestniczył w zamachu majowym po stronie sił rządowych. Szkołę oficerską ukończył w sierpniu 1926 w stopniu podporucznika z drugą lokatą (prymusem został Franciszek Herman).
15 sierpnia 1928 został mianowany porucznikiem ze starszeństwem z 15 sierpnia 1928 i 3. lokatą w korpusie oficerów piechoty. W 1931 ukończył kurs obserwatorów lotniczych w Centrum Wyszkolenia Oficerów Lotnictwa. Do 1934 pełnił służbę jako dowódca plutonu oraz kompanii w 36 Pułku Piechoty w Warszawie. Służąc w garnizonie stołecznym, studiował ekonomię w Wolnej Wszechnicy Polskiej. W latach 1934–1936 studiował w Wyższej Szkole Wojennej. Odbył staże w sztabach 4 Dywizji Piechoty w Toruniu, Wileńskiej Brygady Kawalerii oraz Nowogródzkiej Brygady Kawalerii. 27 czerwca 1935 został mianowany kapitanem ze starszeństwem z 1 stycznia 1935 i 198. lokatą w Korpusie Oficerów Piechoty. Po ukończeniu kursu został pierwszym oficerem sztabu 22 Dywizji Piechoty Górskiej w Przemyślu. W listopadzie 1938 został przeniesiony do Warszawy do Wojskowego Biura Historycznego. W marcu 1939 przydzielony na stanowisko szefa Oddziału Operacyjnego Sztabu Grupy Operacyjnej „Bielsko”.
W składzie GO „Bielsko” gen. Boruty-Spiechowicza, będącej częścią Armii „Kraków”, wziął udział w kampanii wrześniowej. Po bitwach pod Tomaszowem Lubelskim i Rawą Ruską dostał się do niewoli niemieckiej. Początkowo przebywał w oficerskim obozie jenieckim Oflag 79 w Brunszwiku, następnie od czerwca 1940 w Oflagu II C Woldenberg. Po ewakuacji oflagu w głąb Rzeszy został w Lubece oswobodzony przez wojska brytyjskie.
Po zakończeniu wojny wrócił do kraju. Został przyjęty do ludowego Wojska Polskiego i zweryfikowany w stopniu majora. 15 maja 1945 otrzymał przydział do Głównego Zarządu Polityczno-Wychowawczego. Następnie jako jeden z nielicznych oficerów z wyższym wykształceniem wojskowym, został przeniesiony do oddziału operacyjnego Sztabu Generalnego WP. W czerwcu 1945 otrzymał awans na podpułkownika oraz został wyznaczony na dowódcę kompanii honorowej, z którą uczestniczył m.in. w paradzie zwycięstwa w Moskwie. We wrześniu 1945 mianowany szefem sztabu Polskiej Misji Wojskowej w Wielkiej Brytanii. Od lutego 1946 pełnił funkcję attaché wojskowego przy Ambasadzie RP w Londynie. Po powrocie do kraju w kwietniu 1947 został wyznaczony dowódcą 15 Dywizji Piechoty w Olsztynie. Następnie objął funkcję dyrektora nauk w Akademii Sztabu Generalnego, skąd przeszedł później na stanowisko zastępcy szefa Sztabu Generalnego. W marcu 1949 przejął obowiązki szefa sztabu Warszawskiego Okręgu Wojskowego.
13 maja 1950 został aresztowany. Tego samego dnia zatrzymani zostali również generałowie Jerzy Kirchmayer i Stefan Mossor. Przez dwa lata był poddawany brutalnemu śledztwu. Oskarżającym w procesie gen. Józefa Kuropieski był płk Stanisław Zarakowski. Przewodniczącym składu orzekającego Najwyższego Sądu Wojskowego był płk Piotr Parzeniecki. Jako świadkowie oskarżenia wystąpili: płk Józef Jungraw, płk Franciszek Skibiński, mjr Kornel Dobrowolski, mjr Władysław Roman, gen. bryg. Stanisław Tatar, płk Bernard Adamecki, płk Szczepan Ścibor, gen. bryg. Franciszek Herman, płk Maksymilian Chojecki i płk Adam Jaworski. 25 czerwca 1952 skazany został na karę śmierci, pozbawienie praw publicznych i honorowych praw obywatelskich na zawsze oraz przepadek całego posiadanego mienia. Wyrok wydano na niejawnym posiedzeniu Najwyższego Sądu Wojskowego. Po ogłoszeniu wyroku Józef Kuropieska, aby ratować życie, włączył się do rozprawy przygotowywanej przeciwko Marianowi Spychalskiemu. Swoją decyzję o podjęciu współpracy z organami bezpieczeństwa tłumaczył tym, że obciążając Mariana Spychalskiego, chciał doczekać jego procesu, na którym mógłby publicznie zaprotestować wobec działań Głównego Zarządu Informacji. Przebywał w oczekiwaniu na wykonanie wyroku w więzieniu mokotowskim w Warszawie. 23 czerwca 1954 Najwyższy Sąd Wojskowy uchylił wyrok skazujący go na karę śmierci i przekazał sprawę do ponownego rozpatrzenia sądowi I instancji. W grudniu 1955 Kuropieska został zwolniony z więzienia, ze statusem „więźnia na przepustce”. Śledztwo przeciwko niemu, z braku dowodów, umorzono w styczniu 1956. W marcu został zrehabilitowany. Komisja Mazura stwierdziła wiele nieprawidłowości w przebiegu procesu Kuropieski.

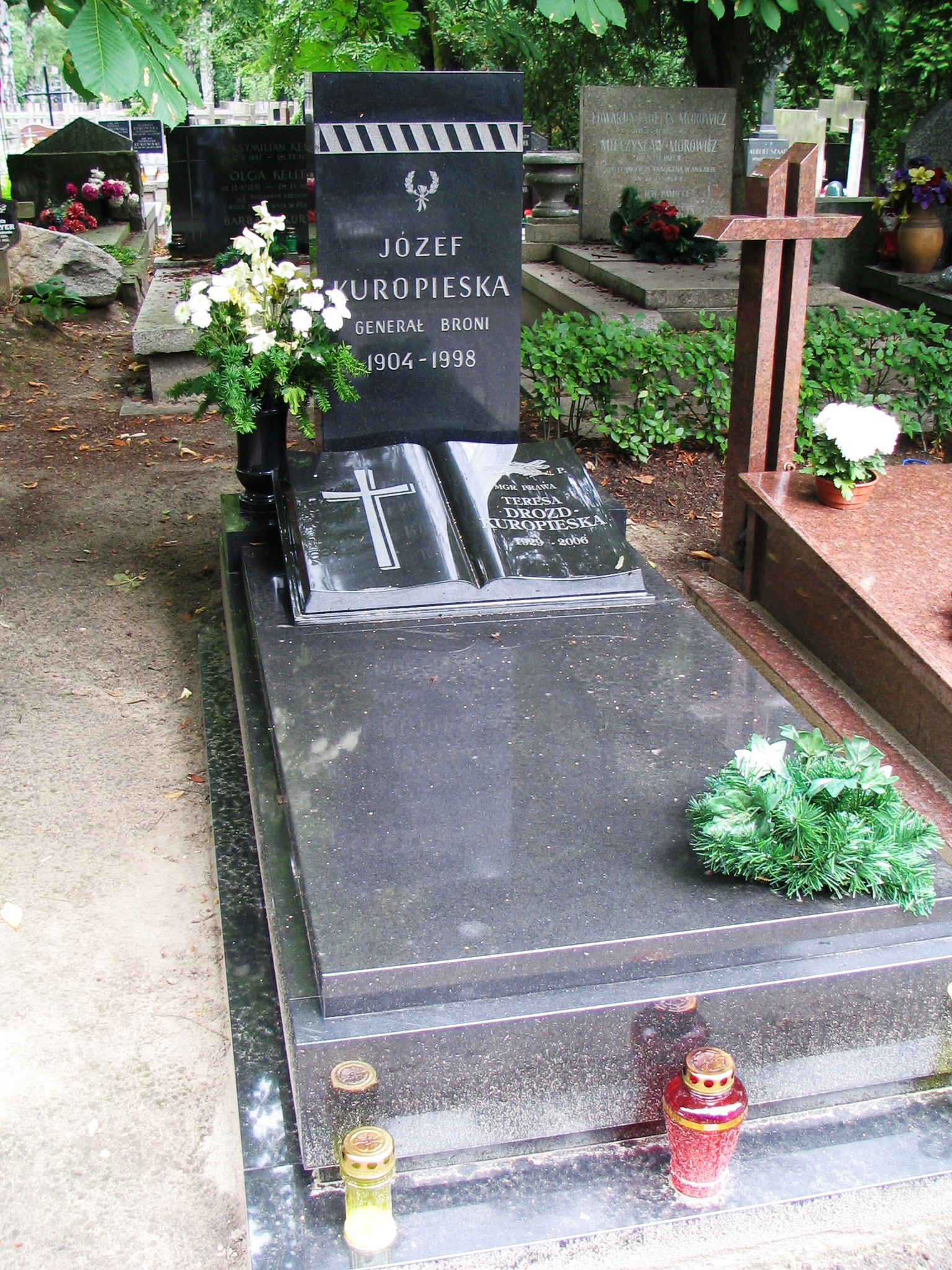
Grób gen. Józefa Kuropieski na Cmentarzu Wojskowym na Powązkach w Warszawie

W czerwcu 1956 powrócił do czynnej służby wojskowej. Objął stanowisko redaktora naczelnego powstającego kwartalnika wojskowego „Wojskowego Przeglądu Historycznego”. W listopadzie 1956 został mianowany dowódcą Warszawskiego Okręgu Wojskowego (którym pozostał do 1964). Był jednym z głównych twórców 6 Pomorskiej Dywizji Powietrznodesantowej. W tworzeniu dywizji korzystał z doświadczeń żołnierzy 1 Samodzielnej Brygady Spadochronowej. W styczniu 1964 objął stanowisko komendanta Akademii Sztabu Generalnego. Był autorem i propagatorem szeregu nowatorskich koncepcji w nauczaniu słuchaczy Akademii, często wzorował się na przedwojennej WSWoj. Sprzeciwiał się antysemickiej czystce przeprowadzonej w 1967 w Wojsku Polskim. 30 marca 1968, decyzją ówczesnego ministra obrony narodowej, marszałka Polski Mariana Spychalskiego, został przeniesiony w stan spoczynku.

### Działalność polityczna i społeczna
W latach 1957–1965 był posłem na Sejm PRL II i III kadencji z ramienia Polskiej Zjednoczonej Partii Robotniczej. Należał również do Stowarzyszenia Pisarzy Polskich. Po zakończeniu czynnej służby wojskowej poświęcił się pisarstwu i podróżowaniu. Był wieloletnim członkiem Komitetu Redakcyjnego Wojskowego Przeglądu Historycznego oraz Rady Naczelnej Związku Bojowników o Wolność i Demokrację. W latach 1988–1990 członek Rady Ochrony Pamięci Walk i Męczeństwa. W lutym 1989 wszedł w skład działającej przy tej Radzie Komisji do spraw Upamiętnienia Ofiar Represji Okresu Stalinowskiego. W listopadzie 1988 wszedł w skład Honorowego Komitetu Obchodów 70. rocznicy Odzyskania Niepodległości przez Polskę, którego przewodnictwo objął I sekretarz KC PZPR gen. armii Wojciech Jaruzelski.
W wyborach parlamentarnych w 1989 kandydował bez powodzenia do Senatu z ramienia PZPR, pomimo przegranej, uzyskał najwięcej głosów ze wszystkich kandydatów strony rządowej w województwie radomskim.

## Upamiętnienie
Pochowany został w Alei Zasłużonych na Cmentarzu Wojskowym na Powązkach w Warszawie (kwatera A30-tuje-10).
Decyzją Nr 145/MON ministra obrony narodowej z dnia 10 czerwca 2002 imię generała Józefa Kuropieski otrzymał 6 Batalion Dowodzenia w Krakowie.
Był konsultantem filmu dokumentalnego Pierwszy ułan Drugiej Rzeczypospolitej (1994). Działalności i życiu Józefa Kuropieski poświęcony został film dokumentalny Gawędy starego żołnierza (1997). Jego wypowiedzi archiwalne wykorzystano także w filmie Generał Kuropieska (2006).

## Życie prywatne
Mieszkał w Warszawie. Od 1932 był żonaty z Leopoldą z domu Jabłońską (1907–1981), z którą miał córkę i dwóch synów. Od 1985 żonaty z Teresą Drozd-Kuropieską z domu Ryłko (1929–2006).

## Awanse generalskie
- generał brygady – 1948
- generał dywizji – 1958
- generał broni w stanie spoczynku – 12 października 1988[18]

## Ordery i odznaczenia
- Krzyż Srebrny Orderu Wojennego Virtuti Militari (1939)
- Krzyż Wielki Orderu Odrodzenia Polski (pośmiertnie, 2 września 1998)[19]
- Krzyż Komandorski z Gwiazdą Orderu Odrodzenia Polski (1994)[20]
- Krzyż Kawalerski Orderu Odrodzenia Polski (1958)
- Order Sztandaru Pracy I klasy (1964)
- Order Krzyża Grunwaldu III klasy (15 lipca 1945)
- Złoty Krzyż Zasługi (1947)
- Medal 30-lecia Polski Ludowej (1974)
- Medal 40-lecia Polski Ludowej (1984)
- Medal Zwycięstwa i Wolności 1945
- Złoty Medal „Siły Zbrojne w Służbie Ojczyzny”
- Srebrny Medal „Siły Zbrojne w Służbie Ojczyzny”
- Brązowy Medal „Siły Zbrojne w Służbie Ojczyzny”
- Złoty Medal „Za zasługi dla obronności kraju”
- Srebrny Medal „Za zasługi dla obronności kraju”
- Brązowy Medal „Za zasługi dla obronności kraju”[21]
- Odznaka Grunwaldzka
- Złota Odznaka Kół Młodzieży Wojskowej
- Medal pamiątkowy „Za zasługi dla Warszawskiego Okręgu Wojskowego” (1970)[22]
- Złota odznaka Polskiego Związku Pływackiego (1967)[23]

## Publikacje
- Wspomnienia dowódcy kompanii 1923–1934. Wydawnictwo MON, Warszawa 1971. ISBN 978-83-03-01623-2[24]
- Wspomnienia oficera sztabu 1934–1939. Wydawnictwo MON, Kraków 1972. ISBN 83-03-00670-3[25]
- Obozowe refleksje Oflag II c. Krajowa Agencja Wydawnicza, Kraków 1974. ISBN 83-03-00962-1[26]
- Misja w Londynie. Czytelnik, Warszawa 1981. ISBN 83-07-00304-0
- Z powrotem w służbie. Państwowy Instytut Wydawniczy, Warszawa 1984. ISBN 83-06-01075-2
- Nieprzewidziane przygody. Wydawnictwo Literackie, Kraków 1988. ISBN 83-08-00891-7[27]
- Od października do marca. BGW Warszawa 1992. ISBN 83-7066-217-X
- Wspomnienia z lat 1956–1968. Cz. 2, Od października do marca w Siłach Zbrojnych. BGW, Warszawa 1994. ISBN 83-7066-582-9